# Pastores gregis
Pastores gregis (łac. Pasterze owczarni) − ostatnia adhortacja papieża Jana Pawła II wydana w roku 2003, dotycząca posługi biskupiej.
Pełny tytuł dokumentu:

Posynodalna adhortacja apostolska «Pastores gregis» ojca świętego Jana Pawła II o biskupiej posłudze Ewangelii Jezusa Chrystusa dla nadziei świata

Dokument jest owocem obrad X Zwyczajnego Zgromadzenia Ogólnego Synodu Biskupów, dotyczącego posługi biskupów we współczesnym Kościele i świecie, który odbył się w Watykanie w dniach od 30 września do 27 października 2001. Był to ostatni synod za pontyfikatu Jana Pawła II. Papież podpisał dokument 16 października 2003 na Watykanie.

## Źródła
Wśród źródeł, które zostały użyte przez redagującego dokument znalazły się księgi liturgiczne, dzieła Ojców Kościoła i teologów katolickich, dokumenty soborów powszechnych oraz dokumenty papieży, w tym samego Jana Pawła II. Wśród Ojców Kościoła i teologów: Augustyn z Hippony, Tomasz z Akwinu, Optat z Mileve, Tertulian, Ambroży z Mediolanu, Ireneusz z Lyonu, Ignacy Antiocheński, Cyprian z Kartaginy; wśród dokumentów soborowych: Sacrosanctum Concilium, Lumen gentium, Presbyterorum ordinis, Gaudium et spes, Orientalium Ecclesiarum, Ad gentes. Papież odwołał się do swoich własnych dokumentów: Novo millennio ineunte, Dominum et Vivificantem, Orędzie na Światowy Dzień Pokoju 1990, Orędzie na Światowy Dzień Pokoju 2002, Ecclesia in America, Redemptoris missio, Apostolos suos, Pastor bonus, Pastores dabo vobis, Ecclesia de Eucharistia, Vita consecrata, Rosarium Virginis Mariae, Modlitwa w trzydziestym dniu od 11 września.

## Tematyka
Adhortacja Pastores gregis dotyczy roli i zadań biskupów w życiu wspólnoty eklezjalnej. Dokument papieski składa się ze wstępu, siedmiu rozdziałów i zakończenia. Zostały w nim poruszone następujące tematy:
- trynitarny fundament posługi biskupiej
- kolegialny charakter posługi biskupiej
- charakter misyjny i wewnętrzna jedność posługi biskupiej
- życie duchowe i formacja biskupa
- biskup sługą Słowa - posługa głoszenia
- biskup szafarzem sakramentów - szafarz łaski
- biskup zarządca owczarni
- komunia z całym Kościołem
- posługa wobec aktualnych wyzwań

Adhortację kończy wezwanie do powierzenia się «wstawiennictwu Panny Maryi, Matki Kościoła i Królowej Apostołów».